# 1951 na rádio

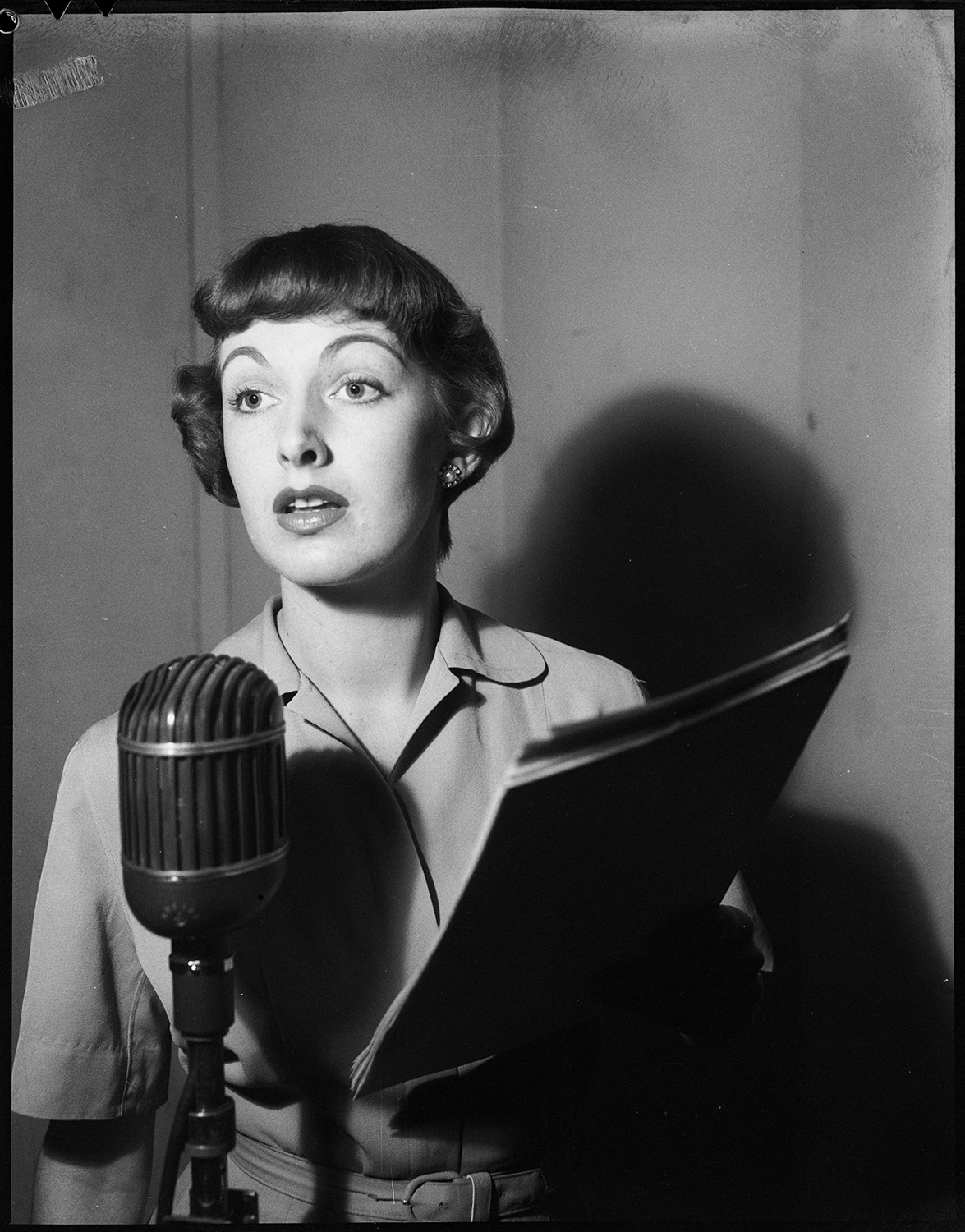
Studio portrait of Margo Lee, television story, 1951, by Eric Francis, from vintage film negative, ACP News archive, State Library of New South Wales, ON 388/Box 056/Item 093

Nesta página encontrará referências aos acontecimentos directamente relacionados com a rádio ocorridos durante o ano de 1951.

## Nascimentos
| Data           | Nome                      | Profissão                              | Nacionalidade | Observações | Ref |
| -------------- | ------------------------- | -------------------------------------- | ------------- | ----------- | --- |
| 5 de março     | Fernando Vanucci          | jornalista e apresentador de Tv        | Brasil        |             |     |
| 10 de junho    | Paulo Lelis               | radialista                             | Brasil        | m. 2008     |     |
| 6 de agosto    | Milton Neves              | jornalista e apresentador de televisão | Brasil        |             |     |
| 15 de setembro | Federico Jiménez Losantos | jornalista e escritor                  | Espanha       |             |     |

## Mortes
| Data | Nome | Profissão | Nacionalidade | Observações | Ref |
| ---- | ---- | --------- | ------------- | ----------- | --- |